# Marie Kubiak
Marie Kubiak (* 11. Mai 1981 in Valenciennes) ist eine ehemalige französische Fußballspielerin.

## Karriere

### Vereine
Kubiak begann im Alter von elf Jahren für den im nordfranzösischen Wallers ansässigen Verein Jeunesse Olympique Wallers Arenberg mit dem Fußballspielen. Zwei Jahre später und wenige Kilometer östlicher gehörte sie der Jugendmannschaft des FC Valenciennes an, zwei Jahre später der des Arras FCF.
Im Alter von 16 Jahren gehörte sie bereits der ersten Frauenmannschaft des USCCO Compiègne im Championnat National 1 B, der seinerzeit zweithöchsten Spielklasse im französischen Frauenfußball, an. In der Saison 2000/01 spielte sie für den FC Lyon und von 2001 bis 2003 für den Ligakonkurrenten HSC Montpellier, in der letzten Saison in der Division 1 Féminine der nunmehr gültigen Spielklassenbezeichnung. 
In Juvignac spielte sie vier Jahre lang für den dort ansässigen und unterklassigen Verein AS Juvignac, bevor sie ihre Spielerkarriere beim US Villeneuve-lès-Maguelone aus der gleichnamigen Stadt nach drei weiteren Jahren beendete.

### Nationalmannschaft
Nachdem Kubiak für die Nachwuchsnationalmannschaften des FFF der Altersklassen U17, U18 und U21 in neun Jahren 29 Länderspiele bestritten und zwölf Tore erzielt hatte, bestritt sie in fünf Jahren sechs Länderspiele für die A-Nationalmannschaft und debütierte am 21. März 1998 in Guéret beim 3:0-Sieg im Freundschaftsspiel gegen die Nationalmannschaft Polens. Erst drei Jahre später kam sie in Quimper im Freundschaftsspiel gegen die Nationalmannschaft Schottlands zum Einsatz, die mit 0:5 unterlegen war, und in dem sie mit der 1:0-Führung in der fünften Minute ihr erstes A-Länderspieltor erzielte. Drei Tage später kam es zu der Begegnung mit der Nationalmannschaft Chinas. Der in Mantes-la-Ville ausgetragene Vergleich endete 1:1 unentschieden. Sie gehörte dem Kader für die Europameisterschaft 2001 an und kam einzig im zweiten Spiel der Gruppe B bei der 3:4-Niederlage gegen die Nationalmannschaft Dänemarks am 28. Juni in Reutlingen zu ihrem Turnierspiel, das aufgrund ihrer Einwechslung für Marinette Pichon in der 90. Minute nur etwa eine Minute währte. In ihren letzten beiden Einsätzen als Nationalspielerin für den FFF erlebte sie einen Sieg (3:1 vs. Niederlande; am 26. September 2001 in Hoogeveen) und eine Niederlage (1:2 vs. Schweiz; am 14. August 2002 in Clairefontaine-en-Yvelines).